# Суглинок

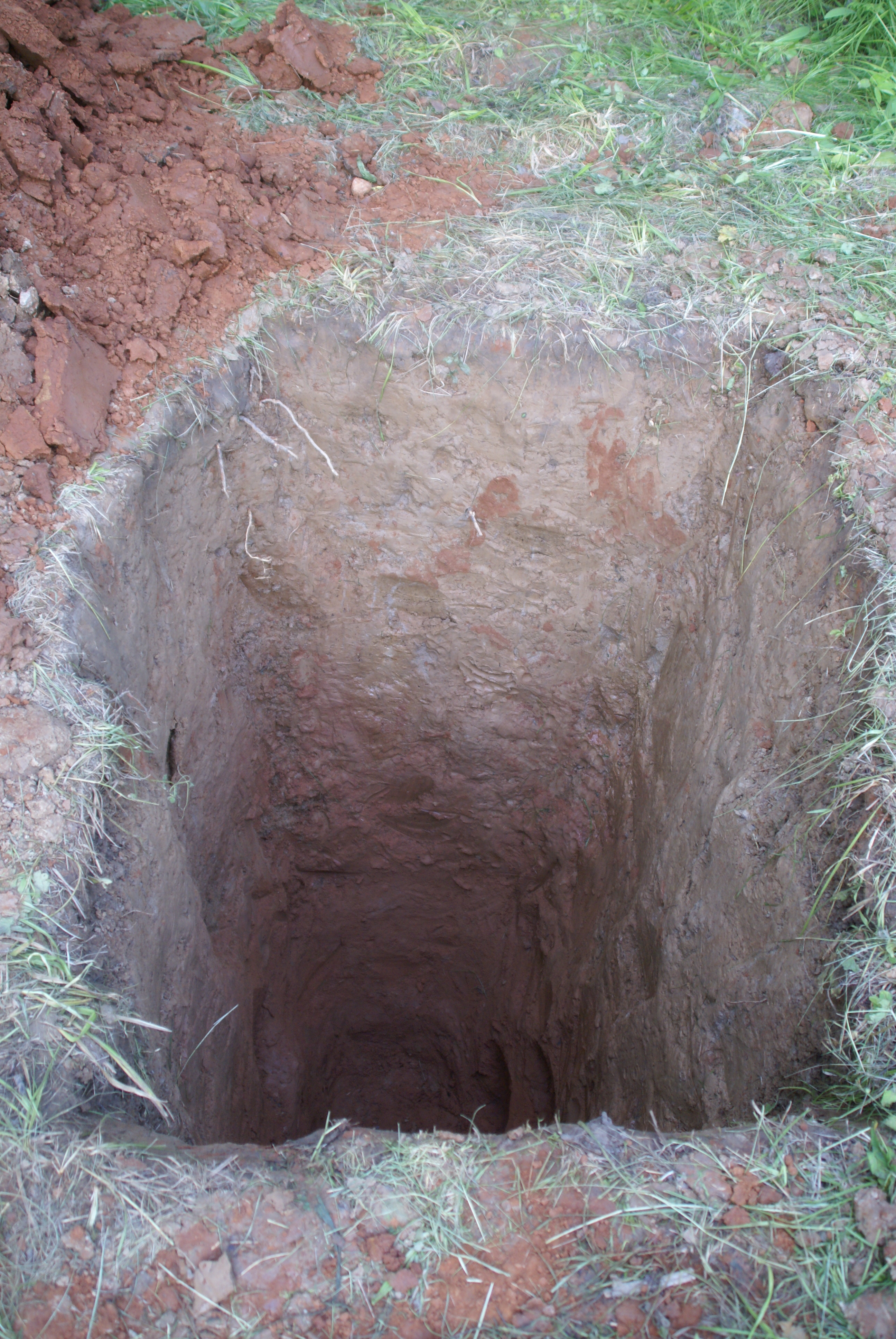
Суглинок в шурфе

Сугли́нок — дисперсная связная осадочная порода, состоящая преимущественно из песчаных и пылеватых частиц со значительным содержанием глинистых частиц, концентрация которых определяет свойства породы.

## Этимология термина
Владимир Иванович Даль определяет суглинок как «почву с немалой примесью глины». Существует крестьянская пословица, посвященная определению суглинка: «Суглинка в мокредь не вспашешь — вязнет, а в сухмень не подымешь — слипается».
Слово «суглинок» означает «близкое к глине, рядом с глиной» и этимологически делится на две части следующим образом: приставка «су-», родственная современным русским приставкам «с-» и «со-», а также корень «глин-(ок)». В современном русском языке данное слово могло бы звучать как соглина (как например, сотоварищ, соратник, сотрудник).
Для сравнения можно привести в пример такие слова, как супесь (почва, близкая к песку, но не песок), сумрак (состояние, близкое к темноте (мраку), почти мрак), сутолока (состояние, близкое к толкотне, тесноте (толоке), но ещё не теснота), судорога (состояние, близкое к дрожи, но ещё не сама дрожь).

## Классификация суглинков
Термин «суглинок» широко применяется в грунтоведении, инженерной геологии, почвоведении и четвертичной геологии.
Геологический толковый словарь утверждает, что разные исследователи вкладывают в определение термина «суглинок» существенно различный смысл. Различные определения и классификации встречаются и в словарях.

#### Геологический толковый словарь
Суглинки — рыхлые молодые континентальные отложения, состоящие из частиц диаметром менее 0,01 мм, содержащихся примерно в количестве 30—50 %, и обломочного материала крупнее 0,01 мм, составляющего соответственно 70—60 %. В суглинках обычно присутствует около 10—30 % глинистых частиц диаметром менее 0,005 мм, которые и обуславливают основные их физико-технические показатели. За характерный признак суглинков обычно принимается изменение числа пластичности в пределах от 7 до 17.

#### Горная энциклопедия
Горная энциклопедия определяет суглинок как рыхлую песчано-глинистую осадочную горную породу, содержащую 10—30 % (по массе) глинистых частиц (размером менее 0,005 мм) и выделяет в суглинке следующие виды:
- грубопесчаные,
- мелкопесчаные,
- пылеватые суглинки.

Виды подразделяются в зависимости от содержания песчаных зёрен соответствующего размера и пылеватых частиц.
В более песчаных суглинках содержится значительное количество кварца, в более глинистых — глинистые минералы (каолинит, иллит, монтмориллонит и др.). Иногда суглинки обогащены органическим веществом и водно-растворимыми солями (в аридных областях). Происхождение суглинков обычно континентальное. Используются в качестве сырья для производства кирпича.

#### Технический железнодорожный словарь
Технический железнодорожный словарь, выпущенный в 1941 году, определяет суглинок как мелкозернистый грунт, содержащий более 10—15 % глинистых частиц.
Также данный словарь утверждает, что суглинок обладает значительным сцеплением, небольшой пластичностью, слабо пропускает воду и легко размывается, а также то, что в железнодорожном деле такие грунты применяются как материал для земляного полотна.
Также словарь советует отличать от нормальных суглинков лёссовидные суглинки, обладающие большим количеством вертикальных пор и дающие значительные и неравномерные осадки при смачивании. Поэтому при возведении сооружений на лёссовидных суглинках применяют меры для искусственного их уплотнения и преграждения доступа к ним воды.

#### Словарь-справочник по физической географии
Словарь-справочник по физической географии, изданный в Москве в 1983 году, утверждает, что в зависимости от гранулометрического состава и числа пластичности суглинки подразделяют на лёгкие песчанистые, лёгкие пылеватые, тяжёлые песчанистые, тяжёлые пылеватые.
Также данный словарь-справочник подразделяет суглинок на три разновидности: валунный, лёссовидный и покровный.
- Валунный суглинок — содержит в своей толще валуны — окатанные обломки горной породы от 10 сантиметров до 10 метров в поперечнике. В суглинке более распространены мелкие обломки.
- Лёссовидный суглинок — рыхлые породы различного происхождения, похожие на лёсс (неслоистая тонкозернистая и рыхлая).
- Покровный суглинок покрывает собой рельеф в области древнего материкового оледенения и в приледниковой полосе[7].

#### Классификация по ГОСТ
ГОСТ 25100—2020 описывает суглинок как осадочную дисперсную горную породу, состоящую из глинистых, песчаных и пылеватых частиц с числом пластичности 0,07 < IP ≤ 0,17.
В соответствии с ГОСТ 25100—2020 в зависимости от показателя текучести суглинки подразделяют на твёрдые IL < 0, полутвёрдые 0 ≤ IL ≤ 0,25, тугопластичные 0,25 < IL ≤ 0,5, мягкопластичные 0,5 < IL ≤ 0,75, текучепластичные 0,75 < IL ≤ 1 и текучие 1 < IL. В зависимости от гранулометрического состава суглинки подразделяют на лёгкие песчанистые, лёгкие пылеватые, тяжёлые песчанистые, тяжёлые пылеватые.